# Ross (Tasmania)
Ross – miasto w Australii, na Tasmanii.